# Kaiping
Kaiping (kineski: 開平, pinyin: Kāipíng) ili Hoi Ping, je grad i istoimena općina u južnoj pokrajini Guangdong, Kina. Njegovi stanovnici pričaju lokalnom varijacijom dijalekta Taishan. Nalazi se 140 km od Guangzhoua, na jugozapadnom dijelu estuarija Biserne rijeke, i sastoji se od tri lučka grada: Changsha, Xinchang i Dihai. Upravno pripada prefekturi Jiangmen, a status grada ima tek od 1993. godine. Kaiping je najpoznatiji po tisućama višekatnih dialou (碉樓) tornjeva koji su izgrađeni u ovom području za dinastije Qing, većinom 1920-ih i 1930-ih. Dvadeset dialou tornjeva Kapinga i okolnih sela su upisani na UNESCO-ov popis mjesta svjetske baštine u Aziji i Oceaniji 2007. god. kao "kompleksan i raskošan spoj tradicionalne kineske arhitekture i zapadnjačkih dekorativnih elemenata".

## Znamenitosti
Najveća znamenitost Kaipinga i njegove okolice su tornjevi diaolou, kojih je 1920-ih i 1930-ih izgrađeno više od tri tisuće, od kojih je danas ostalo oko 1.800. Ovi tornjevi su uglavnom građeni od armiranog betona i imali su ranolike uloge kao privremena seoska skloništa više obitelji, utvrđene rezidencije bogatih obitelji ili jednostavno kao stražarski tornjevi, uglavnom protiv pljačkaša. Naime, ovi tornjevi su krajnja faza lokalne građevne tradicije kao odgovor na bande pljačkaša, a koja je nastala za dinastije Ming. 
Diaolou tornjevi su arhitektonski spoj europske i kineske arhitekture koji se skladno uklapaju u krajolik, a najpoznatiji su:
- Ruishi Diaolou koji se nalazi u selu Jinjiangli, općine Xianggang. Izgrađen 1921. godine, ima devet katova i najviši je diaolou u Kaipingu. Krov mu je u bizantskom stilu s rimskim kupolama.
- Skupina Majianglong diaoloua se rasprostire diljem sela Nan'an Li, Hedong Li, Li Qinglin, Li Longjiang i Yong'an Li.
- Li vrt u Beiyi Xiangu, sagradio je Xie Weili, kineski emigrant u SAD, 1936. god.[2]
- Fangshi Denglou iz 1920. godine su izgradili lokalni seljaci i ima pet katova. Naziva se i "Svjetionik", jer je imao veliki reflektor koji je svijetlio poput svjetionika.
- Bianchouzhu Lou ("Kosi toranj") u selu Nanxing izgrađena je 1903. godine i ima sedam katova koji gledaju na ribnjak.
- Tianlu Lou ("Toranj božanskog uspjeha") u Yong'an Li, sagrađen je 1922. godine sa sedam katova.
- "Južni diaolou" se nalazi na obali rijeke, a poznat je i kao "Toranj sedam vojnika" (司徒) jer ga je sedam vojnika odbranilo od Japanaca.

- Majianglong diaoloui
- Diaolou Xiangshana
- "Toranj sedam vojnika"
- Ruishi Diaolou
- Filmski grad Chi Kan u Kaipingu

## Gradovi prijatelji
Kaiping ima ugovore o partnerstvu s:
- Mesa, Arizona, SAD

## Vanjske poveznice
- Službena stranica općine Kaiping
- Information about the diaolou (engl.)
- Kaiping Diaolou guide (engl.)